# Řády, vyznamenání a medaile Kuby

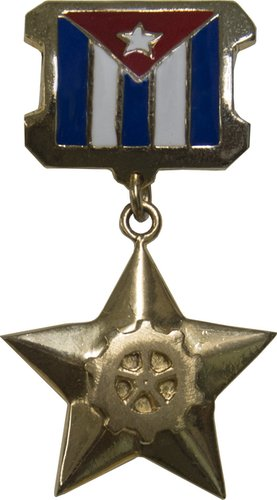
Hrdina práce Kubánské republiky

Systém kubánských vyznamenání sestává ze dvou čestných titulů, 22 řádů, 49 medailí a 35 dalších vyznamenání. Všechna kubánská ocenění jsou udílena za mimořádné služby kubánskému národu.

## Čestné tituly
- Hrdina Kubánské republiky (španělsky: Héroe de la República de Cuba) je nejvyšší kubánský čestný titul. Založen byl 28. června 1978. Udílen je za hrdinské činy ve službě státu a kubánskému lidu, za obranu revolučních myšlenek a za výjimečný přínos k socialismu a boji proti imperialismu.[2][3]
- Hrdina práce Kubánské republiky (španělsky: Héroe del Trabajo de la República de Cuba) je čestný titul Kuby. Založen byl 10. prosince 1979. Udílen je za mimořádné zásluhy v produktivitě práce či v bojích o získání a obranu úspěchů a zájmů dělnické třídy a za cenný přínos k proletářskému internacionalismu.[4]

## Řády

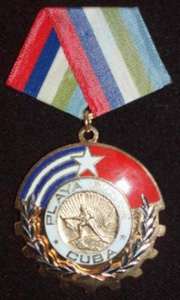
Řád Playa Girón

- Řád Carlose J. Finlaye (španělsky: Orden Carlos J. Finlay) byl založen dekretem č. 77 dne 21. ledna 1928. Udílen je občanům Kuby i cizím státním příslušníkům za mimořádné zásluhy a cenný přínos k rozvoji přírodních nebo společenských věd, či k vědecké a výzkumné činnosti, které přispěly k pokroku, zejména v oblasti zdraví a blaha lidí. Může být udělen jednotlivcům, institucím i kolektivům. Lze jej udělit i posmrtně.
- Řád Félixe Varely (španělsky: Orden Félix Varela) byl založen dekretem č. 30 dne 10. prosince 1979. Udílen je ve dvou třídách občanům Kuby, cizím státním příslušníkům i kulturním organizacím za mimořádný přínos ve prospěch kubánské národní kultury či kultury obecně a může být udělen i posmrtně.[4]
- Řád 17. května (španělsky: Orden 17 de Mayo) byl založen dekretem č. 112 dne 24. května 1989. Udílen je za mimořádné zásluhy a osobní přínos pro národní hospodářství v zemědělském sektoru.[5]
- Řád Lázara Peñy (španělsky: Orden Lázaro Peña) byl založen dekretem č. 30 dne 10. prosince 1979. Udílen je ve třech třídách občanům Kuby i cizím státním příslušníkům za mimořádné pracovní zásluhy, za významný přínos národnímu hospodářství nebo za příkladný a setrvalý přístup k práci v průmyslu, zemědělství, službách, státní správě, stavebnictví, dopravě, vědě, umění, kultuře nebo technice. Může být udělen jednotlivci, institucím nebo pracovním kolektivům a lze jej udělit i posmrtně.[4]
- Řád Antonia Macea (španělsky: Orden Antonio Maceo) byl založen dekretem č. 30 dne 10. prosince 1979. Udílen je příslušníkům revolučních ozbrojených sil, a to v aktivní i záložní službě, stejně jako ve výslužbě. Může být udělen i vojenským útvarům revolučních ozbrojených sil. Udílí se za mimořádné zásluhy během vojenských operací, za vysoké bojové kvality nebo za výcvik a přípravu velitelského kádru. Udělen může být i těm, kteří se zasloužili o obranu, rozvoj a upevnění socialismu na Kubě. Z těchto důvodů může být udělen i vojákům a vojenským útvarům spřátelených zemí. Může být udělen i posmrtně.[4]
- Řád Ernesta Che Guevary (španělsky: Orden Ernesto Che Guevara) byl založen dekretem č. 30 dne 10. prosince 1979. Udílen je ve třech třídách příslušníkům revolučních ozbrojených sil. Ti mohou být v aktivní službě, v záloze či ve výslužbě. Udílen je za mimořádné zásluhy v souladu s internacionalistickými misemi v zájmu nezávislosti a suverenity národů bojujících proti imperialismu, kolonialismu a jakékoliv jiné formě vykořisťování. Výjimečně může být udělen i civilistům a vojákům spřátelených zemí, kteří v projevu internacionalistické solidarity vzorně plnili mise tohoto charakteru.[4]
- Řád za sportovní zásluhy (španělsky: Orden al mérito deportivo) byl založen dekretem č. 30 dne 10. prosince 1979. Udílen je v jediné třídě občanům Kuby i cizím státním příslušníkům za mimořádné zásluhy v oblasti sportu nebo za významný a obětavý přínos k rozvoji tělesné kultury a sportu. Může být udělen i posmrtně.[4]
- Řád Franka Paíse (španělsky: Orden Frank País) byl založen dekretem č. 30 dne 10. prosince 1979. Upraven byl dekretem č. 53 ze dne 27. března 1982. Udílen je ve dvou třídách občanům Kuby i cizím státním příslušníkům za mimořádné zásluhy v oblasti vzdělávání. Udělen může být i těm, kteří se relevantním a nezištným způsobem zasloužili o komplexní a výchovnou přípravu občanů. Udělen může být také za zásluhy o rozvoj vzdělávání a lze jej udělit i posmrtně.[4]
- Řád bojovníka osvobozenecké války (španělsky: Orden Combatiente de la Guerra de Liberación) je udílen bojovníkům povstalecké armády. Ve výjimečných případech může být udělen i civilistům, kteří se vynikajícím způsobem podíleli na povstaleckém boji. Vyznamenaní si také museli zachovat příkladný postoj v souladu s revolučními principy.
- Řád za službu vlasti v revolučních ozbrojených silách (španělsky: Orden Por el Servicio a la Patria en las Fuerzas Armadas Revolucionarias) byl založen zákonem č. 105 ze dne 13. července 1988. Udílen je ve třech třídách příslušníkům revolučních ozbrojených sil v činné službě za mimořádné zásluhy získané při výkonu vojenské služby při obraně socialistické Kuby a její územní celistvosti. Může být udělen i posmrtně.
- Řád Playa Girón (španělsky: Orden Playa Girón) byl založen zákonem č. 949 dne 18. července 1961. Udílen je občanům Kuby i cizím státním příslušníkům za jejich vůdčí schopnosti v boji proti imperialismu, kolonialismu a neokolonialismu, nebo těm, kteří se zasloužili o mír a pokrok lidstva.[6][7]
- Řád Máxima Gómeze (španělsky: Orden Máximo Gómez) byl založen dekretem č. 30 dne 10. prosince 1979. Je udílen za mimořádné zásluhy o obranu vlasti, za vynikající osobní nasazení během velkých vojenských operací či za brilantní vojenské velení během kubánské revoluce.[4]
- Řád 6. června (španělsky: Orden 6 de Junio) byl založen dekretem č. 105 ze dne 13. července 1988. Udílen je ve dvou třídách aktivním či bývalým příslušníkům Ministerstva vnitra a jeho složek za mimořádné zásluhy při plnění jim svěřených úkolů a za významné úspěchy při rozvoji jejich práce, které přispěly k udržení bezpečnosti státu nebo vnitřního pořádku. Z podobných důvodů může být udělen také vojákům a vojenským jednotkám ze spřátelených zemí a dalším kubánským nebo cizím občanům. Může být udělen i posmrtně.
- Řád José Martího (španělsky: Orden José Martí) byl založen dne 2. prosince 1972 zákonem č. 1239. Udílen je v jediné třídě občanům Kuby i cizím státním příslušníkům za zásluhy o mír či zásluhy v kulturní, vědecké, sportovní nebo umělecké oblasti.

## Medaile
- Medaile Osvalda Herrery (španělsky: Medalla Osvaldo Herrera) je udílena bojovníkům povstalecké armády, příslušníkům formace Antonio Maceo, kteří provedli invazi z El Salto do Las Villas a kteří si zároveň zachovali příkladný postoj v souladu s revolučními principy. Může být udělena i posmrtně.
- Medaile za statečnost během služby (španělsky: Medalla Por la Valentía durante el Servicio) je udílena ve dvou třídách příslušníkům Ministerstva vnitra i dalším občanům Kuby a ve výjimečných případech i občanům spřátelených zemí, kteří vynikli svou odvahou a srdnatostí při boji s požáry, přírodními katastrofami nebo podobnými událostmi. Může být udělena i posmrtně.
- Medaile Ola Pantojy (španělsky: Medalla Olo Pantoja) je udílena občanům Kuby i cizím státním příslušníkům za jejich příkladný a vytrvalý přístup při organizaci a řízení svěřených misí s výbornými výsledky. Může být udělena i posmrtně.
- Medaile Calixto García (španělsky: Medalla Calixto García) je udílena příslušníkům revolučních ozbrojených sil a příslušníkům armád spřátelených zemí, kteří vynikli svou obětavostí při plnění navržených misí. Může být udělena i posmrtně.
- Medaile bojovníka formace jedna José Martí (španělsky: Medalla Combatiente de la columna uno José Martí) byla založena zákonem č. 109 dne 15. listopadu 1988. Udílena je bojovníkům, kteří během kubánské revoluce byli příslušníky této formace bez ohledu na datum, kdy byli do formace začleněni. Může být udělena i posmrtně.
- Medaile za vítězství Kuba-RPA (španělsky: Medalla Por la Victoria Cuba- RPA) je udílena členům revolučních ozbrojených sil v aktivní službě či v záloze. Výjimečně může být udělena i civilistům nebo cizím státním příslušníkům, kteří se aktivně a nezištně podíleli na obraně angolského lidu. Medaile může být udělena i posmrtně.
- Medaile gramotnosti (španělsky: Medalla De la Alfabetización) byla založena dekretem č. 53 dne 27. března 1982. Udílena je učitelům a vůdcům Velké národní kampaně za gramotnost nebo za vzdělávací úkoly v povstalecké armádě během kubánské revoluce, kteří si zachovali příkladný postoj v souladu s revolučními principy.
- Pamětní medaile 50. výročí 26. července (španělsky: Medalla Conmemorativa 50 Aniversario del 26 de Julio) byla založena vyhláškou Státní rady č. 3604 ze dne 25. července 2003. Udělena byla účastníkům těchto událostí, jako uznání jejich odvahy, nezištnosti a vlastenectví.
- Medaile za zabezpečení vnitřního pořádku (španělsky: Medalla Por la Seguridad del Orden Interior) byla založena dekretem č. 108 dne 25. října 1988 a udílena je ve dvou třídách příslušníkům Ministerstva vnitra, jeho spolupracovníkům a dalším kubánským občanům. Udílena je za významné zásluhy o ochranu vnitřní bezpečnosti země. Ve výjimečných případech může být udělena i cizincům. Může být udělena i posmrtně.
- Medaile Abel Santamaría (španělsky: Medalla Abel Santamaría) je udílena mladým Kubáncům i cizincům za jejich revoluční postoj a mimořádné zásluhy v tvůrčí práci, kultuře, sportu a za praktikování proletářského internacionalismu. Medaile může být udělena i posmrtně.
- Medaile bojovníka osvobozenecké války (španělsky: Medalla Combatiente de la Guerra de Liberación) byla založena zákonem č. 30 dne 10. prosince 1979.[4] Status medaile byl upraven zákonem č. 48 ze dne 24. listopadu 1981. Udílena je ve dvou třídách a může být udělena i posmrtně. Udílena je příslušníkům povstalecké armády během kubánské revoluce za mimořádné zásluhy. Podmínkou je, aby si jedinci zachovali příkladný postoj v souladu s revolučními principy. Pouze zcela výjimečně, může být udělena i jedinci, který nebyl příslušníkem povstalecké armády.
- Pamětní medaile 50. výročí orgánů státní bezpečnosti a vnitra (španělsky: Medalla Conmemorativa 50 Aniversario de los Órganos de la Seguridad del Estado y el Orden Interior) byla založena dekretem č. 267 dne 6. června 2009. Udílena byla do 31. prosince 2012 bojovníkům MININT, kteří sloužili po dobu minimálně patnácti let, kteří si zachovali příkladný přístup v souladu s revolučními principy. Udělena byla i vysloužilcům, kteří sloužili po dobu minimálně 25 let. Bylo možné ji udělit i civilistům a cizím státním příslušníkům, kteří získali relevantní zásluhy ve službách poskytovaných MININT. Mohla být udělena i posmrtně těm, kteří splnili požadavky na její udělení a kteří zemřeli v době, kdy se medaile udílela.
- Medaile Ingacia Agramonteho (španělsky: Medalla Ignacio Agramonte) je udílena ve třech třídách. Udílena je generálům a důstojníkům revolučních ozbrojených sil a dalším osobám, které dosáhli pozitivních výsledků při výuce a přispěli k vysoké připravenosti a bojové přípravě vojsk. Medaile se neudílí posmrtně..
- Medaile Jesúse Menéndeze (španělsky: Medalla Olo Pantoja) je udílena občanům Kuby i cizincům, jednotlivcům i pracovním kolektivům, za pracovní zásluhy. Může být udělena i posmrtně.
- Medaile za pracovní výkon (španělsky: Medalla Hazaňa Laboral) je udílena jednotlivcům i kolektivům, a to občanům Kuby i zahraničním pracovníkům za vynikající plnění zadaných úkolů a významný přínos k hospodářskému a sociálnímu rozvoji země. Může být udělena i posmrtně.
- Medaile vítězství Kuba-Etiopie (španělsky: Medalla Por la Victoria Cuba Etiopia) byla založena zákonem č. 116 dne 25. srpna 1989. Udílena je příslušníkům revolučních ozbrojených sil v aktivní či záložní službě, civilistům i cizincům, kteří se aktivně a nezištně podíleli na obraně etiopského lidu. Může být udělena i posmrtně.
- Medaile Elisea Reyese (španělsky: Eliseo Reyes) byla upravena zákonem č. 108 dne 25. října 1988, který zavedl její dvě třídy. Udílena je příslušníkům Ministerstva vnitra a dalším občanům Kuby za odvážné činy a aktivní účast na bojových akcích, stejně jako za efektivní plnění svěřených úkolů při obraně vlasti a zásad socialismu. Výjimečně může být udělena i občanům spřátelených zemí. Lze ji udělit i posmrtně.
- Medaile Romárica Cordera (španělsky: Medalla Romárico Cordero) je udílena kubánským rolníkům a vedoucím organizací a institucí, kubánských i zahraničních, za zásluhy o rozvoj zemědělství nebo za jejich aktivní účast v bojích a při obraně zájmů rolnictva. Může být udělena i posmrtně.
- Medaile přátelství (španělsky: Medalla De la Amistad) je udílena kubánským občanům i cizím státním příslušníkům za akce zaměřené na dosažení spravedlivější společnosti a posílení přátelských vazeb, spolupráce a vzájemné pomoci mezi různými zeměmi. Z podobných důvodů může být udělena i národním nebo zahraničním organizacím, institucím či sdružením. Může být udělena i posmrtně.
- Medaile Červeného kříže Kuby (španělsky: Medalla Cruz Roja Cubana) je udílena občanům Kuby i cizím státním příslušníkům za činy významného lidského a sociálního dosahu při poskytování pomoci. Může být udělena i posmrtně.
- Medaile José Teye (španělsky: Medalla José Tey) byla založena dekretem č. 53 ze dne 27. března 1982. Udílena je pracovníkům ve školství za významné zásluhy o rozvoj vzdělávání na Kubě.
- Medaile José Antonia Echeverríy (španělsky: Medalla José Antonio Echeverria) je udílena mladým Kubáncům za mimořádné zásluhy o studium. Výjimečně může být udělena i cizincům a dalším občanům Kuby za vynikající zásluhy o formování mladé generace.
- Medaile bojovníka produkce a obrany (španělsky: Medalla Combatiente de la Producción y la Defensa) byla založena zákonem č. 105 dne 13. července 1988. Udílena je příslušníkům armády, civilistům a výjimečně i cizincům za relevantní zásluhy přípravy a bojové připravenosti záložních i pravidelných jednotek armády. Může být udělena i posmrtně.
- Medaile za ochranu hranic (španělsky: Medalla Por la Protección de las Fronteras) byla založena zákonem č. 108 dne 25. října 1988. Udílena je ve dvou třídách pracovníkům Ministerstva vnitra, jeho spolupracovníkům, dalším Kubáncům i výjimečně i cizincům za účast na bojových akcích při ochraně státní hranice nebo za vynikající činy během ostrahy a obrany hranic. Může být udělena i posmrtně.
- Medaile za obranu Cuito Cuanavale (španělsky: Medalla Por la Defensa de Cuito Cuanavale) byla založena dekretem č. 103 ze dne 21. března 1988. Udílena je aktivním i záložním příslušníkům armády, Angolanům i jedincům dalších národností, kteří se zúčastnili bitvy o Cuito Cuanavale. Může být udělena i posmrtně.
- Pamětní medaile Vítězství na Playa Girón (španělsky: Medalla Conmemorativa Victoria de Playa Giron) se udílí příslušníkům jednotek, kteří se vynikajícím způsobem podíleli na bojových akcích během bitvy u Playa Girón, kteří si zároveň zachovali příkladný postoj v souladu s revolučními principy.
- Medaile za upevňování přátelství ve zbrani (španělsky: Medalla Fraternidad Combativa) je udílena Kubáncům i cizincům za zásluhy o rozvoj a upevnění obrany socialistické Kuby. Může být udělena i posmrtně.
- Medaile boje proti banditům (španělsky: Medalla Lucha Contra Bandidos) byla založena zákonem č. 105 ze dne 13. července 1988. Udílena je občanům Kuby, kteří se aktivně a nezištně zapojili do boje proti banditům a pirátům a zároveň si zachovali příkladný postoj v souladu s revolučními principy. Výjimečně může být udělena i cizincům a lze ji udělit i posmrtně.
- Medaile internacionalistického bojovníka (španělsky: Medalla Combatiente Internacionalista) je udílena příslušníkům revolučních ozbrojených sil v aktivní či záložní službě, stejně jako ve výslužbě za jejich solidaritu v rámci internacionalistické pomoci bratrským národům. Udílena je ve dvou třídách a lze ji udělit i posmrtně.
- Medaile Cira Redonda (španělsky: Medalla Ciro Redondo) je udílena příslušníkům 8. kolony Ciro Redondo, kteří provedli invazi z Las Mercedes do Las Villas a zároveň si zachovali příkladný postoj v souladu s revolučními principy. Může být udělena i posmrtně.
- Medaile za mimořádnou službu ve FAR (španělsky: Medalla Por el Serv. Ejemplar en FAR) byla založena zákonem č. 105 ze dne 13 července 1988. Udílena je příslušníkům ozbrojených sil, kteří po opuštění aktivní služby odejdou do zálohy nebo do výslužby. Tito příslušníci museli během své vojenské služby zachovat vynikající a konzistentní přístup ke svěřeným úkolům. Medaile může být udělena i vojákům v činné službě, pokud se významným způsobem podíleli na činnosti bojové a politické přípravy, bojové pohotovosti a povznesení kázně a řádu v mužstvu. Může být udělena i posmrtně.
- Pamětní medaile 20. výročí Revolučních ozbrojených sil (španělsky: Medalla Conmemorativa XX Aniversario de las Fuerzas Armadas Revolucionarias) byla založena zákonem č. 1314 ze dne 23. listopadu 1976. Ratifikována byla zákonem č. 30 ze dne 12. října 1979.[4] Podle zákona č. 9 ze dne 29. listopadu 1977 bylo omezeno její udílení do 2. prosince 1981. Udílena byla příslušníkům Revolučních ozbrojených sil a Ministerstva vnitra, stejně jako dalším Kubáncům a vojákům spřátelených zemí při příležitosti tohoto výročí.
- Pamětní medaile 30. výročí Revolučních ozbrojených sil (španělsky: Medalla Conmemorativa 30 Aniversario de las Fuerzas Armadas Revolucionarias) byla založena zákonem č. 88 ze dne 2. prosince 1985. Udělena byla příslušníkům ozbrojených sil, civilistům i cizincům za přínos k posílení přípravy a bojové připravenosti Revolučních ozbrojených sil. Tato medaile nemůže být udělena posmrtně.
- Pamětní medaile 40. výročí Revolučních ozbrojených sil (španělsky: Medalla Conmemorativa 40 Aniversario de las Fuerzas Armadas Revolucionarias) byla založena zákonem č. 167 ze dne 23. srpna 1996. Udílena byla při příležitosti tohoto výročí. Udělena mohla být příslušníkům ozbrojených sil, civilistům i cizincům za přínos k posílení obrany socialistické Kuby. Obdrželi ji také ti, kteří byli zapojeni do kampaně na zvýšení gramotnosti. Medaili není možné udělit posmrtně.
- Pamětní medaile 50. výročí Revolučních ozbrojených sil (španělsky: Medalla Conmemorativa 50 Aniversario de las Fuerzas Armadas Revolucionarias)
- Pamětní medaile 60. výročí Revolučních ozbrojených sil (španělsky: Medalla Conmemorativa 60 Aniversario de las Fuerzas Armadas Revolucionarias)
- Medaile internacionalistického pracovníka (španělsky: Medalla Trabajador Internacionalista) je udílena kubánským dělníkům, kteří příkladně vykonávali práci v solidaritě s ostatními bratrskými národy. Může být udělena i cizím státním příslušníkům, kteří díky internacionalistické práci pomohli pozvednout materiální, kulturní či technickou úroveň Kuby a jejího lidu. Může být udělena i posmrtně.
- Medaile za obranu země a sousední hranice (španělsky: Medalla Por la Defensa de la Patria y la Unidad del Barrio) byla založena dekretem č. 240 dne 27. června 2006. Není možné ji udělit posmrtně. Je udílena občanům Kuby i cizím státním příslušníkům za zásluhy a činy prokazující loajalitu a věrnost revoluční věci. Podmínkou udělení medaile je, aby ocenění již dříve obdrželi Vyznamenání 28. září.
- Pamětní medaile XX. výročí (španělsky: Medalla Conmemorativa XX Aniversario) je udílena především politickým, vědeckým či uměleckým osobnostem za nepřetržitou solidaritu s revoluční myšlenkou, ale může být udělena i dalším lidem. Může být udělena i za mimořádné zásluhy o rozvoj a obranu Kuby, ale nelze ji udělit posmrtně.
- Medaile Haydée Santamaría (španělsky: Medalla Hyadée Santamaría) byla založena dekretem č. 110 ze dne 13. března 1989. Udělena může být i posmrtně. Uděluje se kubánským či zahraničním kolektivům i jednotlivcům, kteří způsobem svého života a vysoce kvalitní intelektuální prací v průběhu let přispěli k uskutečnění cílů Casa de las Américas.
- Medaile Antonia Brionese Montota (španělsky: Medalla Antonio Briones Montoto) byla založen dekretem č. 105 ze dne 13. července 1988. Udílena je ve dvou třídách příslušníkům Ministerstva vnitra a dalším Kubáncům či cizím státním příslušníkům za příkladný přístup k plnění jejich úkolů a za jejich významné výsledky v práci. Může být udělena i posmrtně.

## Vyznamenání
- Vyznamenání 19. dubna
- Vyznamenání 23. srpna
- Vyznamenání 28. září
- Vyznamenání Alvaro Barba Machado
- Vyznamenání Antero Regalado
- Vyznamenání Aracelio Iglesias
- Vyznamenání Armando Mestre
- Vyznamenání Carlos Balino
- Vyznamenání Elpidio Sosa Gonzalez
- Vyznamenání Emilio Barcenas
- Vyznamenání Enrique Hart
- Vyznamenání Felix Elmuza
- Vyznamenání Fernando Chenard Pina
- Vyznamenání Florentino Alejo
- Vyznamenání Jesus Suarez Gayol
- Vyznamenání Jose Maria Perez
- Vyznamenání Jose Ramon Martinez
- Vyznamenání Juan Tomas Roig
- Vyznamenání Manuel Fajardo
- Vyznamenání Marcos Marti
- Vyznamenání Mario Munoz
- Vyznamenání Nico Lopez
- Vyznamenání Pedro Marrero
- Vyznamenání Rafael Maria de Mendive
- Vyznamenání Raul Gomez Garcia
- Vyznamenání Rene Ramos Latour